# Campillos
Campillos település Spanyolországban, Málaga tartományban. Campillos Almargen, Los Corrales, Martín de la Jara, Sierra de Yeguas, Antequera, Ardales és Teba községekkel határos. Lakosainak száma 8499 fő (2024).

## Népesség
A település népessége az elmúlt években az alábbi módon változott:
| Lakosok száma | 7681 | 7923 | 8330 | 8658 | 8663 | 8570 | 8547 | 8444 | 8372 | 8499 |
|               | 2001 | 2004 | 2007 | 2009 | 2012 | 2014 | 2017 | 2019 | 2022 | 2024 |